# Есперо (благодійний фонд)
Благодійний фонд імені Василя Єрошенка «Есперо» — українська благодійна організація, створена задля популяризації есперанто та творчої спадщини Василя Єрошенка. Засновник та президент фонду Євген Ковтонюк.
Фонд здійснює та підтримує есперанто-проекти в Україні. Зокрема:
- упорядкував бібліотеку з понад 400 томів книг та понад 80 назв журналів мовою есперанто різних років видання
- видано збірку творів Івана Франка у перекладі мовою есперанто. Це видання започаткувало серію «Biblioteko de Helianto», видавництво «Helianto»[1]
- науково-практична конференція «Есперанто в XXI столітті: стан і перспективи розвитку». До 100-річчя книги Михайла Юрківа «Підручник міжнародного язика есперанто»[2]